# Pfarrhof (Untereßfeld)

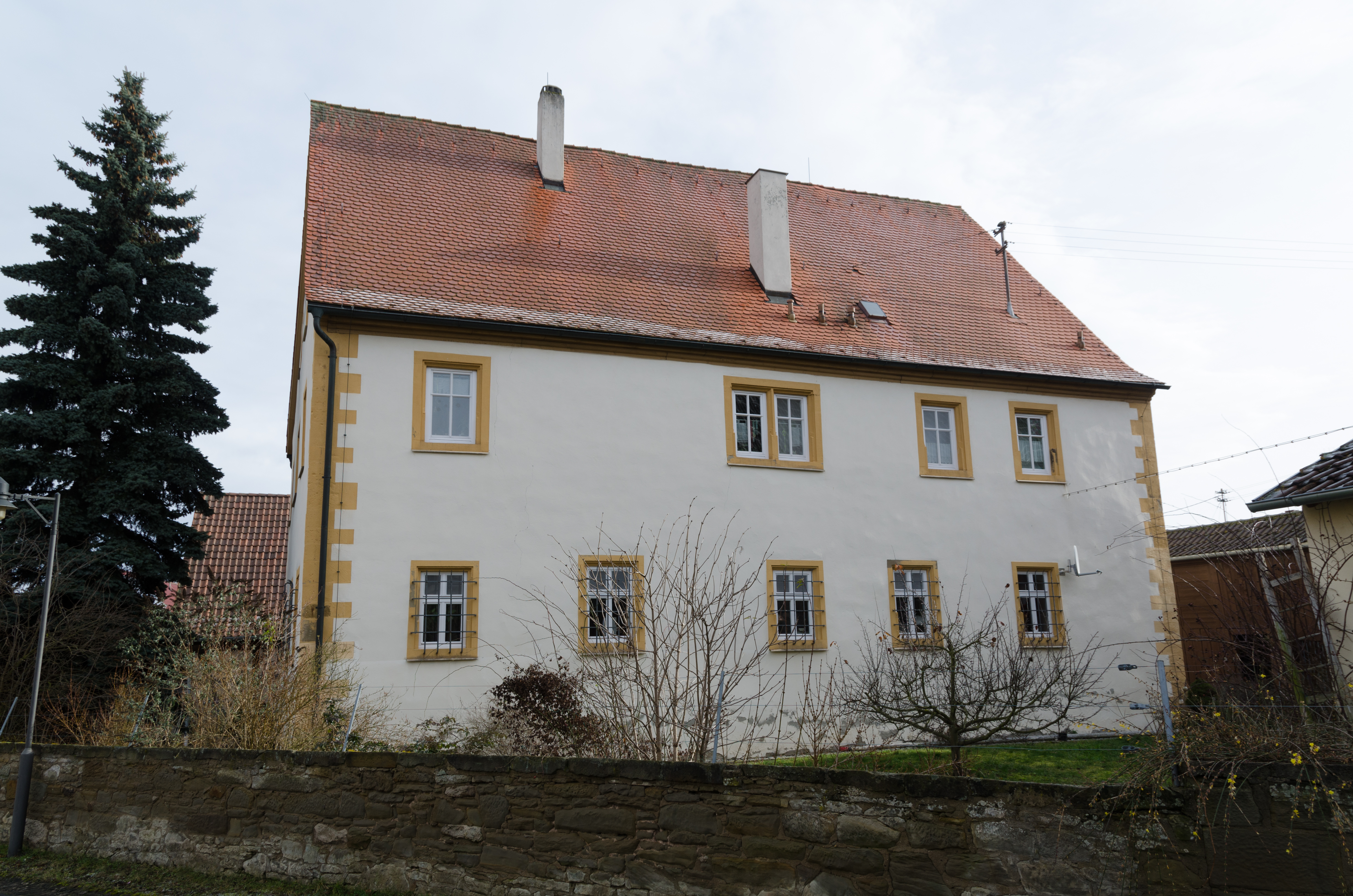
Pfarrhaus in Untereßfeld

Das Pfarrhaus in Untereßfeld, einem Stadtteil von Bad Königshofen im Grabfeld, wurde im Jahr 1612 im Renaissancestil errichtet. Das Haus mit der Adresse Am Herrenhof 1 ist ein geschütztes 
Baudenkmal. 
Das zweigeschossige Gebäude mit Satteldach ist auf einem hohen Keller massiv errichtet und besitzt eine Freitreppe. Die Ecken sind gequadert. Auf dem Anwesen befinden sich auch ein Wirtschaftsgebäude aus dem 17./18. Jahrhundert und eine Hofmauer mit Pforte und der Jahreszahl 1710.